# Insidious: Chapter 3
Insidious: Chapter 3 is een Amerikaanse bovennatuurlijke horrorfilm uit 2015, geregisseerd door Leigh Whannell. De film is het vervolg op Insidious: Chapter 2 uit 2013.

## Verhaal
Een paar jaar voor de gebeurtenissen bij de familie Lambert krijgt Elise Rainier bezoek van Quinn Brenner, een tiener wier moeder is overleden. Quinn gelooft dat haar moeder contact probeert te maken vanuit de spirituele wereld en ze vraagt Elise om hulp. Elise probeert haar te helpen, maar tijdens de lezingen stopt ze na het horen van demonische aanwezigheid, die haar bedreigt met de dood. Ze waarschuwt Quinn om te stoppen haar moeder op te roepen als ze alleen is want "Als je naar een van de doden vraagt, horen alle doden je."
Kort daarna begint Quinn 's nachts geluiden te horen en ziet meer bovenmenselijke gebeurtenissen. Ze slaat haar ontbijt de volgende dag over om op tijd bij de auditie te zijn voor de theateracademie in New York. Voor ze het podium opgaat merkt ze een donker figuur dat naar haar zwaait op. Later die avond ontmoet Quinn haar vriendin, Maggie, en bespreekt met haar hoe ontevreden ze thuis is. Terwijl ze oversteken ziet Quinn hetzelfde figuur zwaaien naar haar en stopt om te kijken, waarna ze wordt aangereden door een auto. Drie weken later, nadat ze het ziekenhuis mag verlaten, zit ze in een rolstoel met twee gebroken benen. Haar vader, Sean, zet naast haar bed een bel voor als ze haar vader nodig heeft. Die nacht wordt ze wakker van het geluid van de bel. De nacht nadien hoort ze geklop op de muur, denkend dat het haar buurman Hector is. Quinn sms't naar Hector, waarna hij zegt dat hij niet thuis is.
Deze paranormale verschijnselen komen vaker voor, en elke keer redt Sean haar. De demon wordt ook steeds meer zichtbaar: het lichaam van een verbrande persoon met een beademingsmasker op, die ratelende geluiden maakt. Op een gegeven moment brengt de demon Quinn een verdieping omhoog waarna ze een gezichtloze, arm- en beenloze kopie van zichzelf ziet. Sean rent naar Quinn op de bovenste verdieping en volgt de voetstappen in de richting van een raam, die de demon achterliet. Een man ligt op straat alsof hij zelfmoord heeft gepleegd door uit het raam te springen. Zodra Quinn wil kijken wordt ze naar buiten getrokken. Sean redt haar, maar tijdens dit proces raakt de nek van Quinn verwond. Sean vraagt Elise om hulp, maar tijdens de lezingen komt ze in een spirituele wereld (The Further). Ze wordt bijna vermoord door Parker Crane/Bride in Black. Ze wordt doodsbang teruggebracht naar de levende wereld en weigert nog verder te helpen. Sean heeft geen andere keuze dan naar Specs en Tucker te bellen die mensen helpen met geestproblemen. Ondertussen in een Chinees restaurant zoekt Elise troost bij haar vriend Carl. Carl zegt dat Elise mensen moet blijven helpen en dat ze geen angst moet hebben aangezien ze sterker is.
Na een angstaanjagende ervaring met Quinn en de demon komt Elise tevoorschijn. Ze wil nu wel helpen en legt uit dat deze demon anders is dan andere demonen. De meeste geesten uit "The Further" zoeken een lichaam om te bezitten zodat ze opnieuw kunnen leven. Deze demon probeert Quinn in de Further te lokken om haar daar te martelen. In de Further komt Elise alweer de Bride in Black tegen, maar ze wint. De demon neemt de vorm aan van Elises dode echtgenoot, Jack, en probeert haar te overtuigen zelfmoord te plegen zodat ze samen kunnen zijn. Elise heeft dit echter door en verslaat de demon tot de gezichtloze Quinn tevoorschijn komt. Elise keert met Quinn terug naar de gewone wereld, maar juist dan blijft Quinn achter. De moeder van Quinn, Lillith, komt dan tevoorschijn en fluistert de gezichtloze Quinn iets in de oren. Lillith verdwijnt en Quinn is terug in de normale wereld.
Elise keert terug naar huis, waarna ze ziet dat de sweater van haar dode man op bed ligt. Overweldigd door haar emoties houdt ze de sweater vast. Haar hond begint te blaffen naar het donkere gedeelte van de kamer, waar een onbekend gezicht tevoorschijn komt. Elise kijkt naar het gezicht waarna de Lipstick-Face-Demon naast haar tevoorschijn komt.

## Rolverdeling
| - Stefanie Scott als Quinn Brenner - Lin Shaye als Elise Rainier - Dermot Mulroney als Sean Brenner - Angus Sampson als Tucker - Leigh Whannell als Specs - Hayley Kiyoko als Maggie - Tate Berney als Alex Brenner - Michael Reid MacKay als The Man Who Can't Breathe / De man die niet kan ademen - Tom Gallop als Dr. Henderson - Steve Coulter als Carl - Phyllis Applegate als Grace | - Ashton Moio als Hector - Ele Keats als Lillith Brenner - Tom Fitzpatrick als Bride in Black / Oudere Parker Crane - Adrian Sparks als Jack Rainier - Phil Abrams als Mel - Ruben Garfias als Ernesto - James Wan als jury van de acteer school - Amaris Davidson als verpleegster - Fawn Irish als vrouw in het huis van de familie Lamber - Garrett Ryan als jonge Josh Lambert - Joseph Bishara als Lipstick-Face Demon |

## Productie
Op 16 september 2013 werd de derde film van de Insidious-serie aangekondigd met Leigh Whanell terug als schrijver en Jason Blum en Orel Peli als producent. Wanneer men aan acteur Patrick Wilson, die Josh Lambert speelde in de vorige films, vroeg over het derde vervolg zei hij: "Ik weet niet hoe het verder kan gaan, 'Josh Lambert' is door zijn angsten en ik denk dat het einde van de tweede sequel een geweldig einde is." Op 2 november 2013 kondigden Foxus Features en Stage 6 Films aan dat de film zou worden uitgebracht op 29 mei 2015. Op 11 maart 2014 schreef Screen Rant dat het verhaal niet over de Lambert-familie zou gaan, maar over een nieuwe familie en niets te maken heeft met de laatste scene van de tweede film. Zowel Whannell en Sampson zouden terugkeren als geestenjagers Spec en Tucker evenals Lin Shaye als Elise. Op 7 mei 2014 heeft James Wan gezegd dat Whannell de film ging regisseren. In juni 2014 werden Stefanie Scott en Dermot Mulroney geïntroduceerd als spelers in de film.
Het filmen begon op 9 juli 2014. Op 6 november 2014 kwam een trailer van de film uit.